# Test de Goldfeld et Quandt
Le test de Goldfeld et Quandt (formulé en 1965) est un test statistique, très utilisé en économétrie dans le cadre d'un modèle linéaire multiple estimé par la méthode des moindres carrés afin de savoir si les perturbations sont hétéroscédastiques ou homoscédastiques. Ce test s'appuie sur la loi de Fisher.

## Le modèle de base
Soit un modèle linéaire multiple à n observations et k paramétres à estimer :      y = X.β + ε  
où y est un vecteur (n,1) ; X une matrice de format (n,k) ; β un vecteur (k,1) ; ε (n,1) le vecteur des perturbations.

## Procédure du test
1. Ordonner les données en fonction d'une variable Xi par ordre croissant ou décroissant
2. Eliminer un nombre c d'observations centrales dans l'échantillon classé (c représente un quart à peu près des observations).

On obtient 2 échantillons de taille (n-c) / 2 contenant l'un les valeurs faibles et l'autre les valeurs élevées
1. Effectuer la régression par la méthode des moindres carrés dans les deux échantillons et on obtient SCR1 et SCR2 respectivement la somme des carrés des résidus estimés
2. L'hypothèse nulle formule que les perturbations sont homoscédastiques c'est-à-dire que Var(ε1) = Var(ε2) contre l'hypothèse que ces Variances soient différents
3. Décision : On rejette l'hypothèse nulle si f > fα où fα est la valeur critique d'une loi de Fisher de paramétres [ (n-c-k) / 2 ; (n-c-k) / 2]

f = SCR2 / SCR1 et SI l'hypothèse nulle est vraie f suit la loi de Fisher ainsi décrite

## Remarques
1. Si on rejette l'hypothèse nulle, on considère qu'il y a hétéroscédasticité des perturbations
2. La classification des données suppose que l'on ait une idée sur les causes de l'hétéroscédasticité.